# 宝生寺 (八王子市)
宝生寺（ほうしょうじ、旧字体：寶生寺）は、東京都八王子市にある真言宗智山派の寺院。

## 歴史

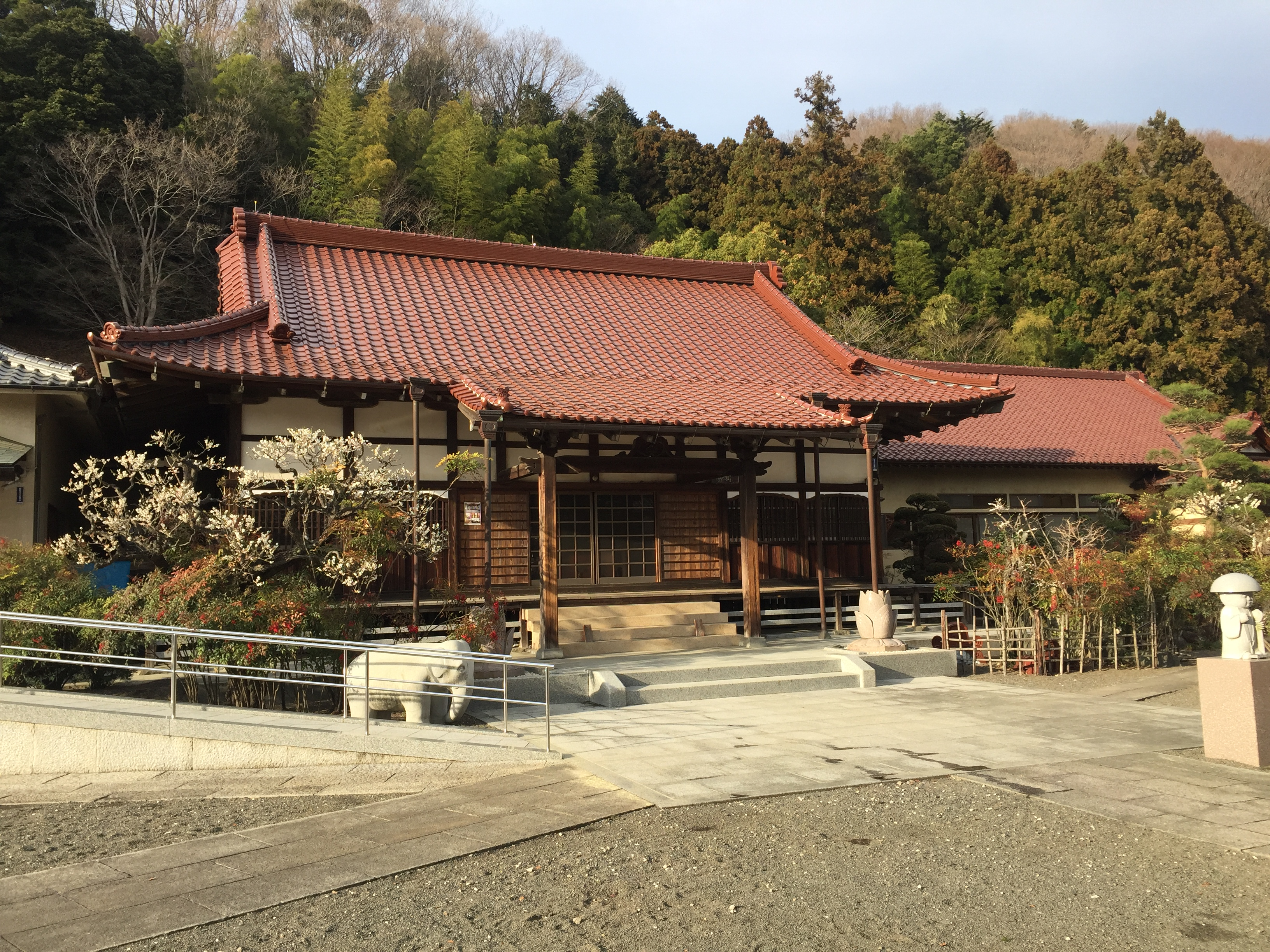
寶生寺

1425年（応永32年）、明鑁上人によって開山された。14世紀初頭に建てられた「大幡観音堂」をもとに創建された。これが当寺の起源である。
その後、滝山城の城主だった北条氏照の帰依を受け、篤く保護された。一時期は滝山城下に移転したこともあった。
当寺のもととなった「大幡観音堂」は、老朽化甚だしく、1902年（明治35年）に当寺に統合された。
1945年（昭和20年）の空襲で建物は悉く焼失した。現在の建物は全て戦後に建てられたものである。

## 文化財
- 木造毘沙門天立像（東京都指定有形文化財 昭和51年7月1日指定）[4]

## 交通アクセス
- 路線バス陵北大橋停留所より徒歩3分。